# (4445) Jimstratton
(4445) Jimstratton ist ein Hauptgürtelasteroid, der am 15. Oktober 1985 von Kenzō Suzuki und Takeshi Urata von der Toyota-Sternwarte aus entdeckt wurde.
Der Asteroid ist nach James Michael Stratton benannt, einem Ingenieur, der zur Entwicklung der Raumsonde New Horizons beitrug.